# رودلف شارپینگ
رودلف شارپینگ (انگلیسی: Rudolf Scharping؛ با نام کامل رودلف آلبرت شارپینگ زادهٔ ۲ دسامبر ۱۹۴۷) یک سیاست‌مدار اهل آلمان است. او از سال ۱۹۹۱ تا ۱۹۹۴ فرماندار ایالت راینلاند-فالتس و از سال ۱۹۹۸ تا ۲۰۰۲ وزیر دفاع بود.